# Abbaye Notre-Dame de Bellevaux
Ne doit pas être confondu avec Abbaye Notre-Dame et Saint-Paul de Bellevaux.
Pour les articles homonymes, voir Abbaye Notre-Dame et Bellevaux.
L'abbaye Notre-Dame de Bellevaux est une abbaye de l'ordre cistercien qui se situe en France à Cirey dans la Haute-Saône. Elle fut fondée en 1119.

## Histoire
Bellevaux, en latin Bella Vallis, fut fondée par Pons Ier de La Roche et Étienne de Traves en 1119. Il s'agit de la première fille de l'abbaye de Morimond et aussi de la première abbaye cistercienne en Franche-Comté.
La naissance de l'abbaye de Bellevaux coïncide avec l'apparition de la lignée des seigneurs de La Roche-sur-Ognon apparentés aux seigneurs de Scey ; un domaine foncier lui est constitué avec l'aide des seigneurs de Cirey et de Chambornay. L'église est consacrée en 1143 et dédiée à Notre-Dame.
Bellevaux participe à l'essaimage des abbayes à la suite de sa mère Morimond : dès 1124, elle concourt à la fondation de l'abbaye de Lucelle au diocèse de Bâle puis, au diocèse de Lausanne, à celle de Montheron (vers 1130). Dans sa proximité immédiate, elle fonde les établissements de Rosières (1132) et la Charité (1133) ; puis, les sires de La Roche étant devenus seigneurs en Attique à la suite de la quatrième croisade, l'abbaye de Daphni (parfois appelée « abbaye de Laurum » dans certains actes), en Grèce actuelle.
À la fin du XIIe siècle, l'abbaye a la chance d'obtenir des reliques de Pierre II de Tarentaise. Ancien moine devenu archevêque de Tarentaise (1141-1174), il parcourt la Bourgogne pour obtenir au pape des soutiens dans sa lutte contre l'empereur quand la mort le surprend. Malgré les vœux des chanoines de Tarentaise, il est enterré à Bellevaux et, fort de sa réputation de saint homme et de thaumaturge, il est canonisé dès 1191.
Bellevaux devient dès lors un important centre de pèlerinage, tandis que de nombreux nobles des alentours (au premier rang desquels les sires de La Roche) et même trois archevêques de Besançon (Gérard, Nicolas et Eudes de Rougemont se font enterrer dans l'abbatiale. Après la Révolution française, les reliques sont transférées dans l'église de Cirey.
À partir du XIVe siècle, les granges sont affermées et l'abbaye investit dans les salines de Lons-le-Saunier et de Salins-les-Bains. Ils font construire un hôtel particulier à Besançon. Les effectifs baissent pour atteindre une vingtaine de moines (18 en 1352 lors de la visite de l'abbé de Morimond).
La situation est de plus en plus difficile : l'abbaye ne compte plus que six moines en 1497 et on en vient à exposer exceptionnellement les reliques de Pierre de Tarentaise pour attirer les aumônes afin de réparer l'église.
La commende s'impose peu à peu : Jean Rolin, fils du chancelier Rolin devient abbé commendataire en 1455. Elle est définitive à partir de 1551 et l'abbatiat de Pierre d'Andelot.
La guerre de Dix Ans frappe l'abbaye de plein fouet : en 1650, le prieur dit n'avoir plus de nappe pour l'autel ni de livre pour dire la messe. Il est le seul occupant. Au XVIIIe siècle la situation s'améliora considérablement: Les revenus des nombreuses possessions étaient abondantes, les quatre ou cinq moines avec une douzaine d'employés menaient une vie confortable, et des bâtiments somptueux furent érigés sous le dernier abbé commendataire, par ailleurs évêque d'Évreux, Louis-Albert de Lezay-Marnésia.
L'abbaye est vendue comme bien national en 1791 à Thomas de Vesoul, qui les revend en 1795 au général Pichegru. En 1817, Eugène Huvelin, ancien moine de l'abbaye de Sept-Fons (et oncle de l'abbé Huvelin), et deux convers du même monastère rachètent les bâtiments des héritiers du général Pichegru et y installent une nouvelle communauté de vingt-cinq moines, sous l'observance de Sept-Fons. Dom Huvelin fait revenir des reliques de Pierre de Tarentaise et les installe dans une chapelle aménagée dans une prolongation du bâtiment avec les écuries en dehors de la clôture.
En 1830, après la mort de dom Huvelin, l'abbaye est rattachée à La Trappe. Cependant, devant l'hostilité des villageois à l'occasion de la Révolution de 1830, les religieux préfèrent se retirer d'abord en Suisse. Leur situation impose la vente de Bellevaux, et après l'échec des tentatives de racheter leur ancien monastère franc-comtois au Val-Sainte-Marie (Doubs) et puis dans les abbayes de la Grâce-Dieu (Doubs) et de Tamié (Savoie).
L'abbaye repasse en main privée en 1837. Trois générations de la famille de Ganay utilisèrent Bellevaux comme résidence estivale, dont Ernest de Ganay (né à Bellevaux en 1880, mort en 1963), historien des jardins français et poète, était le personnage le plus profilé. Après la vente en 1957, Bellevaux servit pour des colonies de vacances. Après la faillite de cette organisation, Bellevaux est - depuis 1994 - de nouveau une habitation privée.
L'abbaye a été inscrite aux Monuments historiques par arrêté du 27 décembre 1946 et son site, classé par arrêté du 20 juin 1951 pour son caractère pittoresque. Elle est aujourd'hui propriété privée.

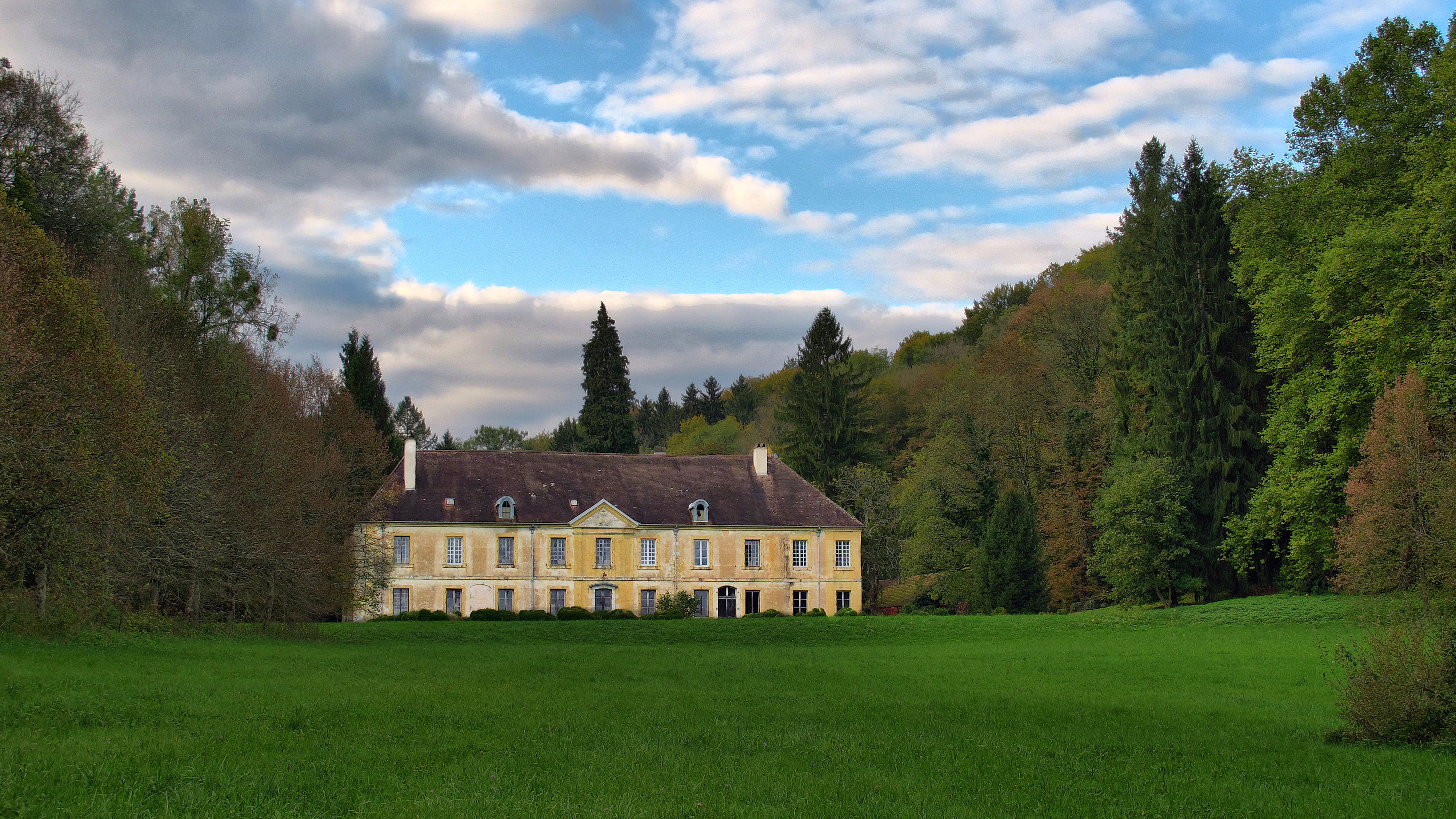
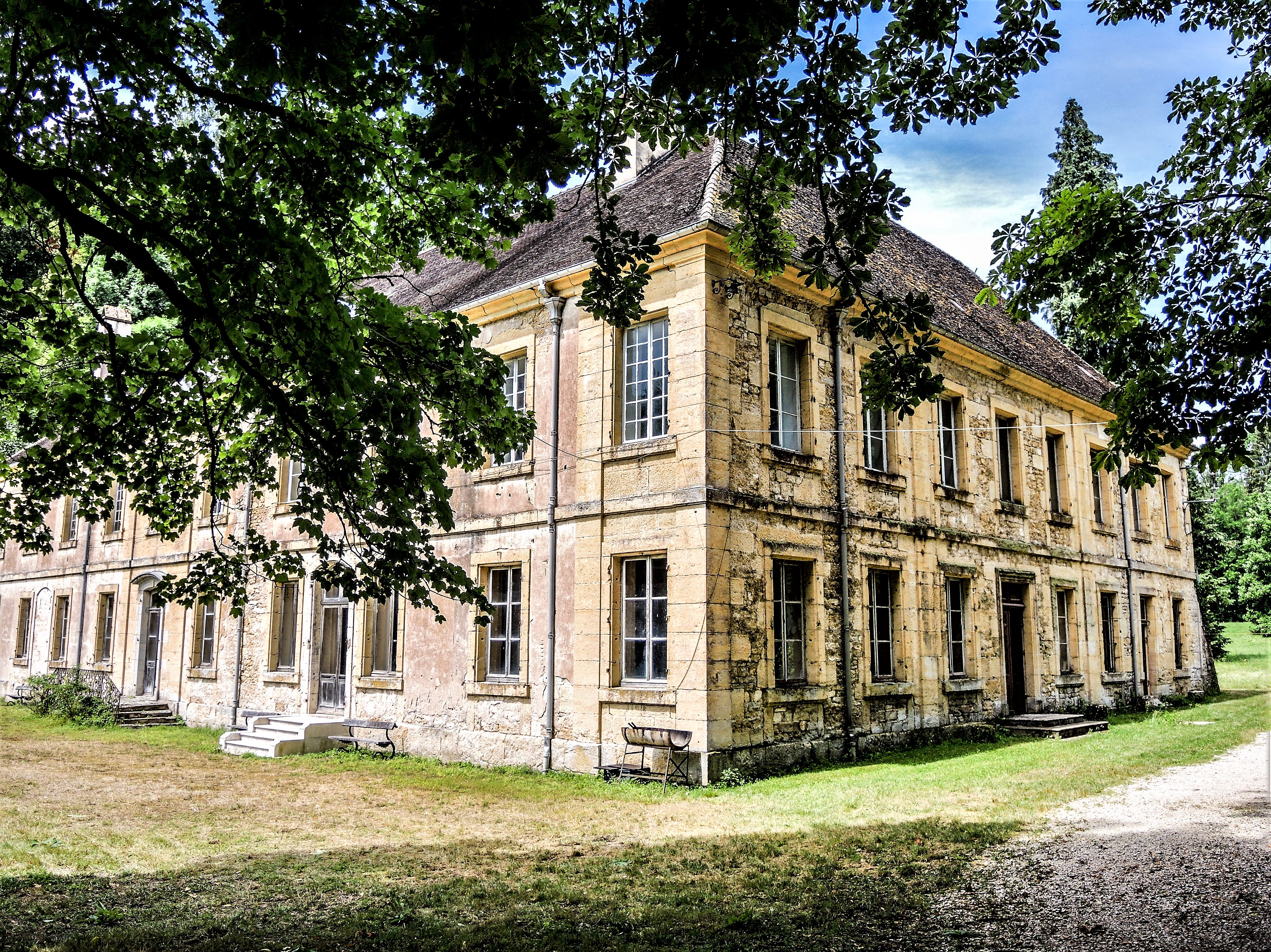
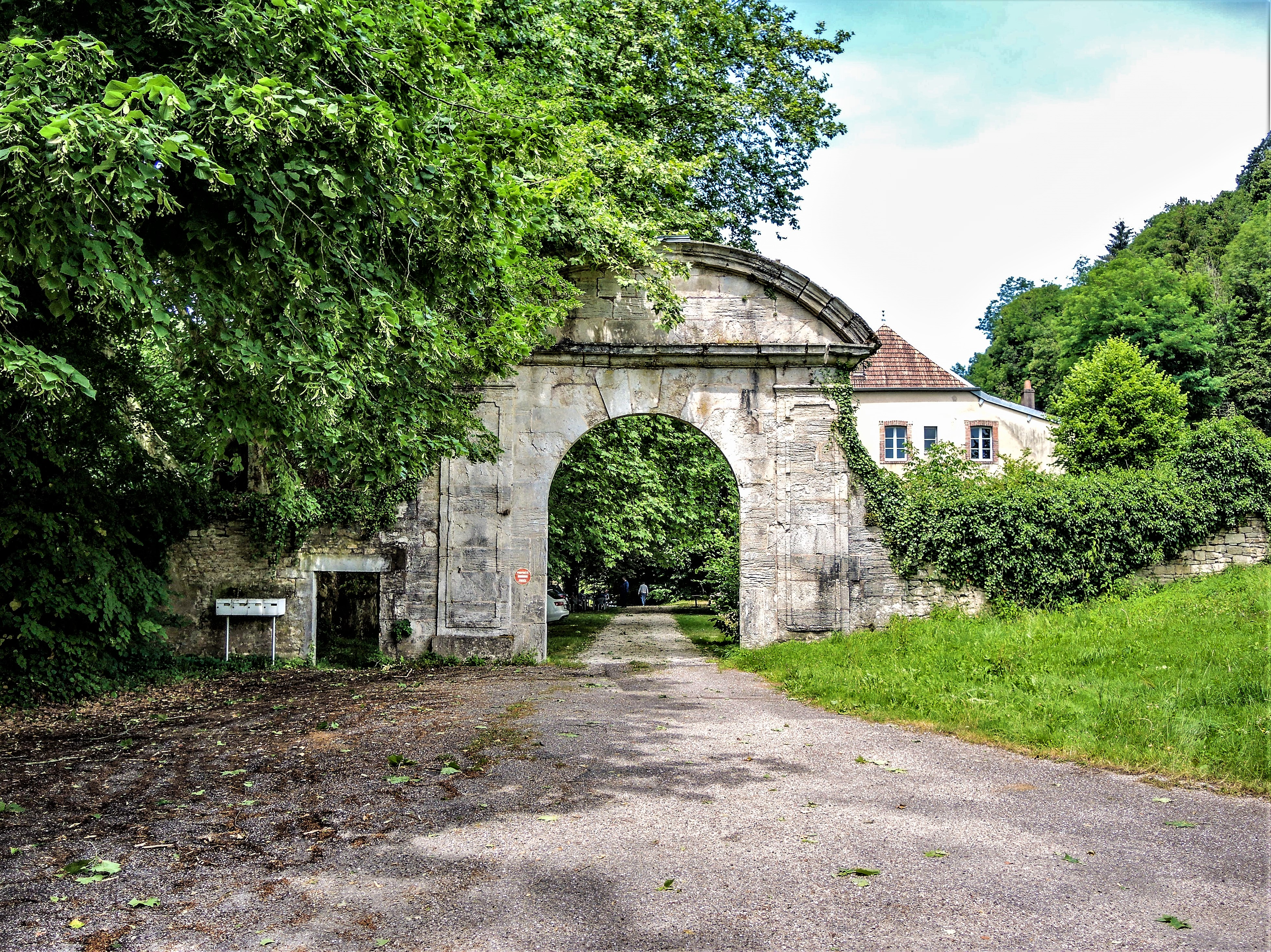
Porche d'entrée de l'ancienne abbaye de Bellevauix.
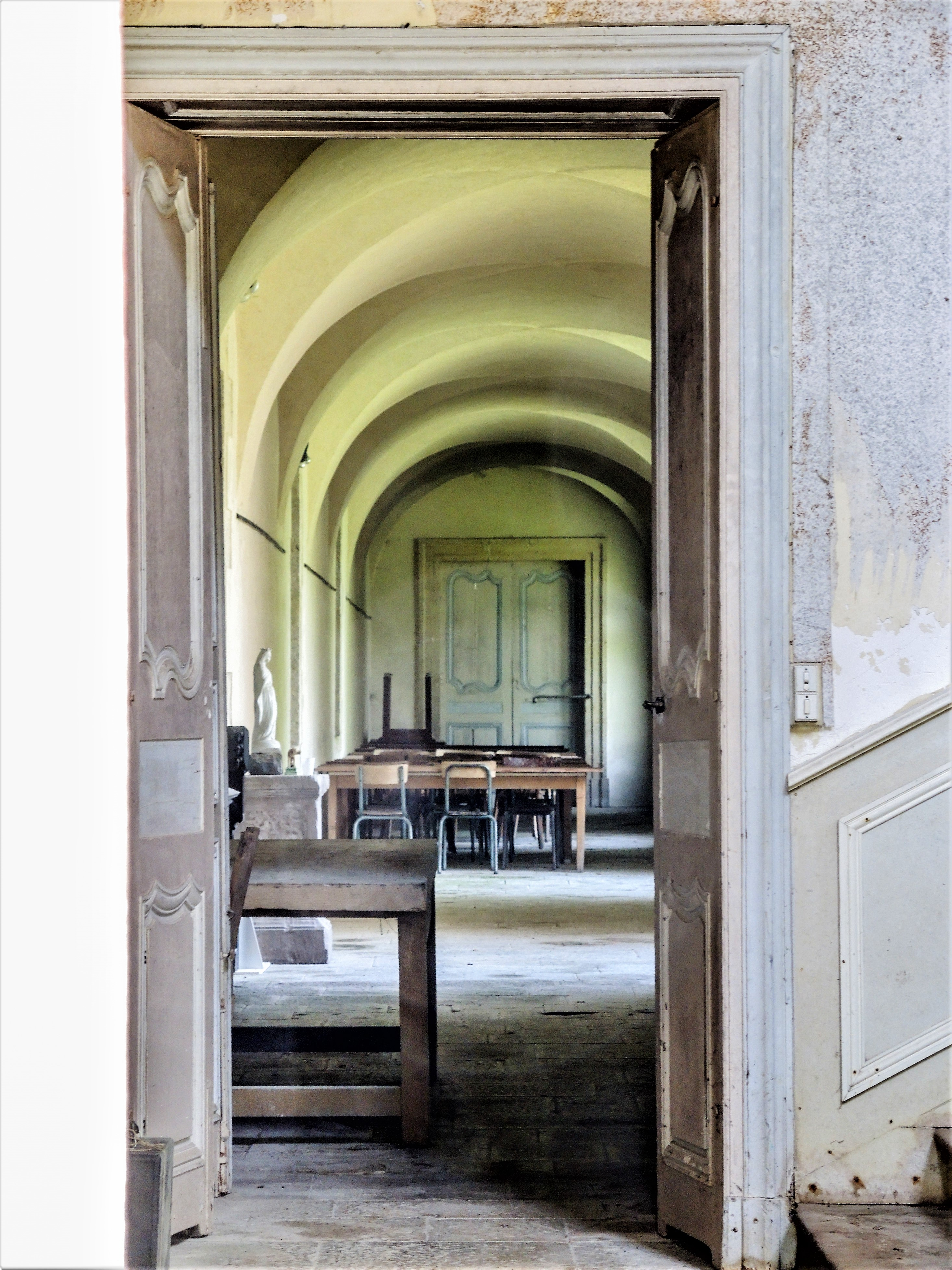
Un corridor de l'ancienne abbaye.

## Topographie, bâtiments, réseau hydraulique
L’abbaye fut construite au fond d’un petit vallon, qui s’ouvre vers la vallée de l'Ognon. Les bâtiments se trouvent au milieu d’un terrain à peu près rectangulaire d’environ huit hectares entouré par un mur d’enceinte. La fondation ne fut point situé dans un « désert », mais sur un terrain cultivé dans la voisinage de deux villages (Cirey et Chambornay). L’orientation des bâtiments suivait la topographie du vallon : le chœur de l’église ne fut donc pas orienté vers l’est, mais vers le sud-ouest.
Dans les bâtiments actuels on ne peut observer que des restes de l’abbaye médiévale. L’église abbatiale romane, dédiée en 1143, est très mal documentée. Des sources du XVIIIe siècle parlent de trois nefs voûtées, trois autels dans le chœur et deux chapelles latérales qui donnent sur le bas-côté gauche. Des visites de la fin du XVIe siècle et de la première moitié du XVIIe siècle pourtant mentionnent au moins six chapelles latérales; l'église avec une longueur d'au moins 60 mètres fut probablement raccourcie avec la démolition d'une partie de la nef pendant une rénovation de la deuxième moitié du XVIIe siècle. Plusieurs éléments de la décoration sont conservés (clé de voûte, chapiteaux, ogives). Ils démontrent que l’édifice n’était pas tout à fait un exemple de la simplicité cistercienne, alors que l'église est à peu près contemporaine de l’abbaye de Fontenay.
Sur la façade sud-est de l’actuel bâtiment conventuel, on voit un pilastre (in situ) avec un chapiteau (décor végétal, y inséré au XIXe siècle) et une console avec ogives (probablement in situ), ainsi que trois portes qui donnaient sur le transept / le chœur : la porte de la sacristie avec jambage médiéval (au moins en partie pas in situ), la porte à l’escalier du dortoir et la porte au cloître (1786–1788). Un sondage archéologique en 1986 a mis au jour une petite partie du sol de l’église (post-médiéval) peu sous la surface actuelle. Les mêmes sondages ont démontré que le cloître était un carré exact (surface intérieure 43,5 x 43,5 m). Pendant des travaux en 2012 un reste du jambage d’une porte était visible devant la façade nord-est – avec le seuil à 1,4 m sous le niveau actuel.
Au plus tard au XVIe siècle l’aile nord-ouest du complexe – au Moyen Âge l’aile des frères convers – fut transformée en logis abbatial ; l’abbé César de Marnais de La Bastie y ajoute un pavillon. Un projet détaillé de 1741 pour la construction d’un nouveau logis abbatial indépendant (probablement sur la surface au sud-ouest du bâtiment conventuel) n’aboutit jamais.
Plusieurs travaux d’entretien sous la direction de l’architecte Claude Pierrot de Besançon sont documentés pour les années 1740 et 1750. Le logis abbatial fut rénové. Deux chapelles latérales au bas-nef droite (au sud-est) de l’église furent démolies pour permettre la réparation du mur extérieur. Le niveau du pavé de l’église fut levé (1,5 pied). Le clocher fut reconstruit. Quatre ogives du cloître furent reconstruites pour mieux soutenir les voûtes de l’église. Le grand bâtiment avec écuries et grainiers est daté 1762, le porche 1764. Probablement aussi dans les années 1760 le mur d’enceinte fut reconstruit. En 1777 on prolongeait le bâtiment avec les écuries et on commençait à reconstruire et voûter les canaux, qui étaient jusqu’ici seulement couverts par des planches.
La plus grande entreprise de reconstruction se déroula entre 1786 et 1788 : le bâtiment conventuel (« notre maison »), l’aile sud-est et une partie de l’aile nord-est, fut reconstruit sous la direction de l’architecte Joseph Cuchot de Besançon. Un souci permanent était le niveau des bâtiments, qui était plus bas que les alentours, et l’état précaire de plusieurs conduits d’eau. Pour le nouveau bâtiment on y porta remède avec le renouvellement intégral du réseau hydraulique et un rehaussement considérable du niveau du rez-de-chaussée. Seulement autour du cloître et vers l’église des anciens murs furent intégrés dans la nouvelle bâtisse.
Les inventaires révolutionnaires mentionnent le mauvais état des bâtiments qui n’étaient pas reconstruits. Probablement peu après la vente aux enchères de 1791 la démolition de l’église et l’exploitation de ses matériaux commencèrent. En 1830 encore les « tristes ruines » de l’église furent mentionnées. C’était donc la famille de Ganay qui faisait raser les derniers restes des bâtiments autour du cloître qui précédaient celui de 1786–1788, y inclus le logis abbatial.

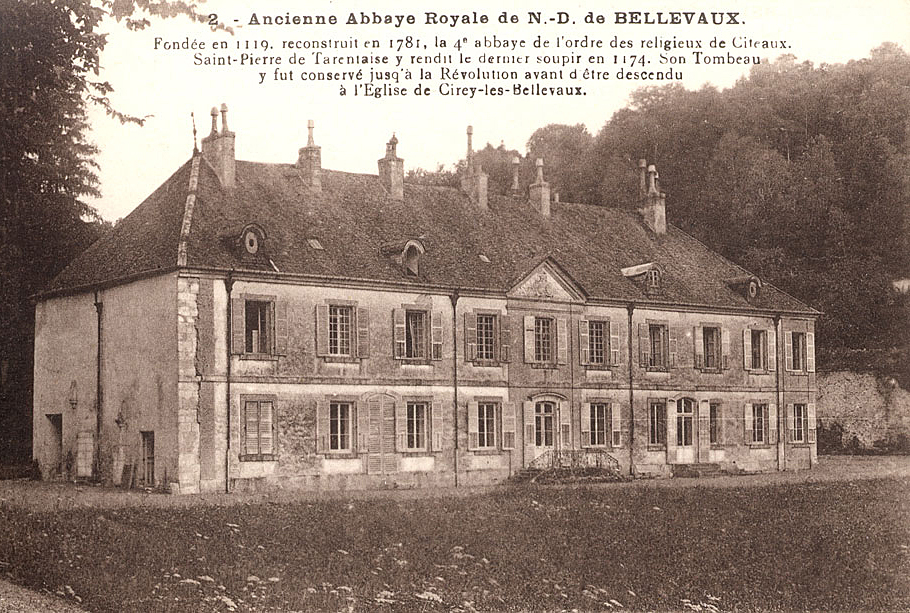
Ancienne abbaye Notre-Dame de Bellevaux, vers 1900.

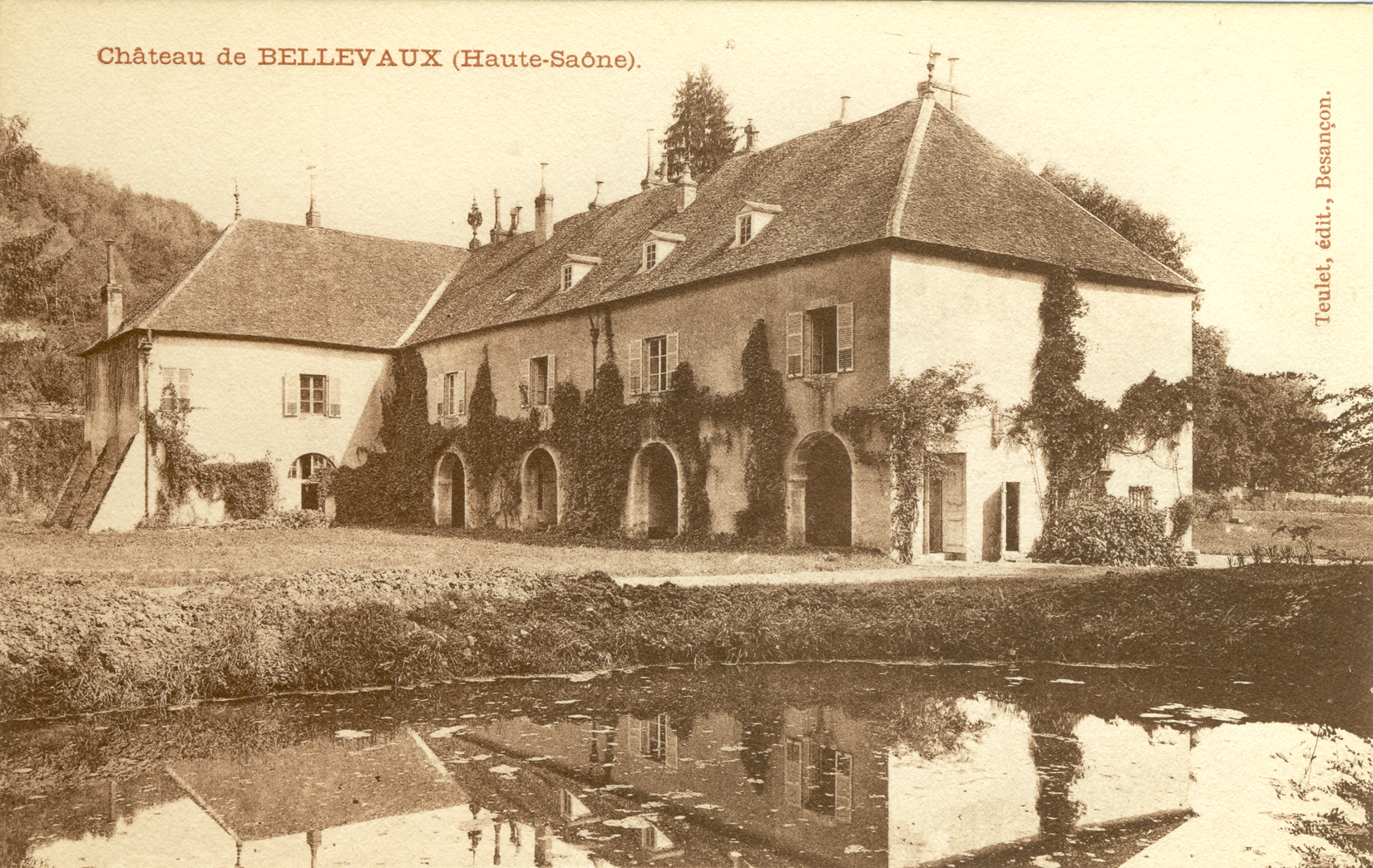
Ancienne abbaye de Bellevaux, côté cloitre, en premier plan le vivier.

Le bâtiment conventuel, appelé « château » sous la famille de Ganay, a une façade principale asymétrique : Probablement un axe de fenêtres à gauche était adossé au transept de l’église. L’aile principale (sud-ouest) contient une aile complète du cloître, celui avec l’entrée principale et la cuisine (nord-ouest) une partie d’un autre. Beaucoup d’éléments de la décoration intérieure d’origine sont conservés, mais les pertes et dommages causés de 1957 à 1993 sont considérables. L’intérieur avec les somptueuses décorations est surprenant, peu monastique et montre la bienséance de l’abbaye du XVIIIe siècle. Au rez-de-chaussée on trouve une enfilade de réfectoire – grand salon (avec boiseries de « Sieur Faivre sculpteur et ébéniste à Besançon ») – vestibule – petit salon – et deux chambres d’hôtes. Un splendide escalier de pierre calcaire de Chailluz (pierres de taille : Sieur Bataillan à Besançon ; rampe : Sieur Saint serrurier à Besançon) mène à une grande galerie à l’étage, où des portails avec frontons donnent accès aux chambres des moines.
Le petit bâtiment au nord de l’aile de la cuisine, construit au même temps que le bâtiment conventuel, était destiné pour le lavoir, la boulangerie et la cave à vin.
La porche d’entrée de 1764 donne sur un chemin entre sept anciens platanes et le bâtiment de 1762/1777 avec les écuries et les grainiers (fortement modifié dans les années 1970).
Le réseau hydraulique avec une source abondante captée au nord-est du lavoir (certainement depuis les origines de l’abbaye la source principale d’eau potable ; jusqu’au XIXe siècle on lui attribuait des vertus miraculeuses surtout pour les maladies des yeux) est bien conservé dans l’état du XVIIIe siècle.

## Filiation et dépendances
Notre-Dame de Bellevaux est fille de l'abbaye de Morimond et mère de celles de Lucelle dans le diocèse de Bâle (1124) et de Montheron (1130) dans le diocèse de Lausanne. En France elle fonde Notre-Dame de Rosières (1132), la Charité (1133) puis l'abbaye de Daphni au nord-ouest d'Athènes en 1211. 
Quatre granges dépendent de l'abbaye dès 1139 et huit en 1178 : Cirey, Magny, Trevey, Argirey, Valleroy et Baslières actuellement rattachée à la précédente. Champoux et Braillans situées dans le département voisin du Doubs ont contribué à défricher le territoire qui a permis ensuite l'établissement de ces deux communes qui en ont gardé le nom.

## Listes des abbés
- 1119-1156[17] : Pons de La Roche (fils de Pons Ier de La Roche, fondateur de l'abbaye)
- 1156-1163 : Burchardus (écrivain renommé[18])
- Bernardus
- Conradus
- Guido I
- Guillelmus I
- Wecilo
- Herbertus
- Odo
- Simon
- Humbertus I
- Stephanus I
- Petrus I
- Theodoricus
- Jordanus
- Nicolaus
- Pierre II de Gy
- Jean de Nant[19]
- Guido II
- Johannes II
- Antonius I
- Stephanus II
- Guillaume II de Moûtier
- 1455-? : Jean Rolin
- Jacques de Theulley de Pontailler
- Antonius II de Nant
- 1530-1546 : Marc Cussenet
- Jean II de Tartre
- 1551-? : Pierre III d'Andelot
- Pierre IV d'Andelot
- Louis I de Tartre
- Pierre V d'Albamey
- 1607-1621 : Philippe Boitouzet
- 1621-1633 : Jean-Baptiste de Cusance
- 1633-1660 : Louis II Delatour
- 1660-1682 : Humbert II de Precipiano
- 1682-1731 : César de Marnais de la Bastie
- 1731-1790 : Louis-Albert de Lezay-Marnésia

### Sources et bibliographie
- Collectif, L'abbaye de Bellevaux. Neuvième centenaire (1119-2019). Fondation et rayonnement d'une abbaye cistercienne, 2022, Librairie archéologique, 2 vol.
- Anne-Marie Aubert : Histoire et développement économique d'une abbaye cistercienne; Bellevaux en Franche-Comté (XIIe – XVIe siècle). Paris 1926 (thèse École des Chartes).
- Patrick Braun : Bellevaux – Ein Trappistenkonvent im Freiburger und Walliser Exil (1830–1834). Dans: Freiburger Geschichtsblätter 64, 1985/1986,  (ISSN 0259-3955), p. 203–225 lire en ligne.
- Benoît Chauvin : Bibliographie cistercienne franc-comtoise. Documentation cistercienne, Rochefort 1973, p. 33–37 u. p. 97–103 (La Documentation cistercienne. vol. 9,  (ISSN 0378-424X)).
- Ernest de Ganay : Bellevaux, ancienne abbaye. Dans: Le Pays comtois. 60, 1935, p. 268–271.
- Angélique Henriot [Boillot]: Notre-Dame de Bellevaux: une abbaye cistercienne franc-comtoise. Mémoire de maîtrise de l'histoire du Moyen Âge, Université de Franche-Comté. Besançon 2003. lire en ligne
- René Locatelli : L'Implantation cistercienne dans le comté de Bourgogne jusqu'au milieu du XIIe siècle. In: Actes des congrès de la Société des historiens médiévistes de l'enseignement supérieur public, 5e congrès, Saint-Étienne, 1974. p. 59–112 lire en ligne
- René Locatelli et. al.: Bellevaux, de l'Abbaye au Chateau. Togirix, Cromary, 1987,  (ISBN 2-86963-006-9) [consultable en ligne sur www.bellevaux.eu sous „infos historiques“].
- René Locatelli: Sur les chemins de la perfection. Moines et chanoines dans le diocèse de Besançon vers 1060–1220. Publications de l'Université de Saint-Étienne, Saint-Étienne, 1992,  (ISBN 2-86272-024-0) (Travaux et Recherches 2).
- Marcel Petitjean : L'Abbaye de Bellevaux, Haute-Saône. Sondage archéologique. Août 1986. Association du centre de Beaumotte, Rioz, 1986.
- Bernard Peugniez : Routier cistercien. Abbayes et sites. France, Belgique, Luxembourg, Suisse. éditions Gaud, Moisenay 2001,  (ISBN 2-84080-044-6), S. 150.
- Michel Py: L'Abbaye de Bellevaux (Haute-Saône) et son réseau hydraulique. Centre local d'histoire vivante, Rioz 1987.
- Denis de  Sainte-Marthe (Hrsg.): Gallia Christiana. In provincias ecclesiasticas distributa, in qua series et historia archiepiscoporum, episcoporum et abbatum Franciæ vicinarumque ditionum ab origine ecclesiarum ad nostra tempora deducitur, & probatur ex authenticis instrumentis ad calcem appositis. Tome 15 : Jean-Barthélemy Hauréau: Provincia Vesuntionensi. Editio altera. Palmé, Paris 1860–1868, col. 239–247 [liste des abbés]. lire en ligne
- Jérôme Verniolle: Histoire des trappistes du Val-Sainte-Marie, diocèse de Besançon, avec des notices intéresantes sur les autres monastères de la Trappe en France. 4e édition revue avec soin. Waille, Paris 1843, surtout pp. 14ss. et 49ss., [sur la communauté trappiste à Bellevaux 1817–1830], lire en ligne.